# Cerkev sv. Marije Magdalene, Sodražica
Cerkev sv. Marije Magdalene je rimskokatoliška cerkev v vasi Sodražica, Občina Sodražica, nedaleč od dolenjskega mesta Ribnica. Sedanja cerkev je bila zgrajena med letoma 1927 in 1928. Tekom let je bila cerkev večkrat prenovljena in povečana. Ob župnijski cerkvi je spominski park, ki je posvečen znamenitim Slovencem, ki izhajajo iz Sodražice ali so v njej delovali.  

## Zgodovina
Na sedanjem območju župnijske cerkve je nekoč stala cerkev sv. Nikolaja (Miklavža) s pokopališčem, ki je bila podružnica obsežne ribniške župnije. Cerkev je bila v arhivskih virih prvič omenjena leta 1581. Leta 1822 pa je ljubljanski škof Avguštin Jožef Gruber zapisal, da je bila posvečena sv. Nikolaju, prav zato ker je na tem območju pogosto prišlo do poplav. Do leta 1745 so cerkev povečali oz. jo verjetno povsem na novo pozidali. Blagoslov nove stavbe je bil 18. oktobra 1745, kar pa je bil pogoj za ustanovitev samostojnega vikariata septembra 1753. Leta 1927 so cerkev ponovno povečali, pri tem pa so ohranili zahodni del z zvonikom.
Pri sedanji cerkvi gre za precej veliko enoladijsko stavbo z velikim transeptom, ki na zunaj le rahlo izstopa, poleg tega ima tri visoka okna na vsaki strani in visok timpanon. Prezbiterij je nižji od ladje in tristrano zaključen. Značilnost fasade je ta, da ima vhodni del pomaknjen naprej kot rizalit, nad katerim se dviga zvonik.

## Prezbiterij in oltarji
Cerkev je imela že leta 1753 pet oltarjev, leta 1863 pa je dobila še šestega. Posvečeni so bili leta 1822, in sicer sv. Mariji Magdaleni, sv. Marjeti Kortonski, sv. Andreju, sv. Luku in sv. Miklavžu. Leta 1851 je v desni kapeli sv. Luka zamenjala podoba Brezmadežne, Nikolajev oltar pa je bil malo za tem premaknjen v krstno kapelo, kajti nadomestil ga je oltar sv. Križa. 
V nekdanji cerkvi je bil glavni oltar postavljen verjetno že leta 1752, leto predenj je bil ustanovljen vikariat. Takrat je bil duhovnik med maševanjem pri oltarju obrnjen stran od ljudstva, za njim pa je bila obhajilna miza. Danes pa je glavni oltar v cerkvi iz marmorja, bil pa je narejen leta 1928 po načrtih arhitekta Ivana Vurnika.
Po načrtih arhitekta Valentinčiča je bil leta 1972 preurejen prezbiterij – iz predhodne obhajilne mize so postavili oltar 'proti ljudstvu'. Iz materiala bivše obhajilne mize je Kamnosek Kunovar naredil podstavek in nanj položil belo ploščo iz marmorja. 
Stranski oltar na ženski (levi) strani je že od leta 1851 posvečen Mariji Brezmadežni (prej je na njegovem mestu stal oltar sv. Luka). Sedanji oltar je iz leta 1942, po zaslugi župnika Majdiča, ki je priskrbel nabirke ženske Marijine družbe. Na moški strani pa stoji oltar Srca Jezusovega, ki je bil postavljen leta 1993.

## Kipi
Na glavnem oltarju, natančneje nad tabernakljem, stoji križ umetnika Kralja iz leta 1928, ob njem pa sta še baročna kipa klečečih angelov. Na stranskem oltarju, posvečenemu Mariji, je kip Brezmadežne, ki ga je ustvaril kipar Božo Pengov. Leta 1956 je akademski kipar Anton Blatnik izdelal podobo Svetega Duha, ki je nad prižnico, ter kip Srca Jezusovega, ki stoji na drugem stranskem oltarju.
Prezbiterij zaznamujejo kipi domačina Draga Koširja, in sicer kipi sv. Petra, sv. Pavla, sv. Lucije in sv. Cecilije; od leta 1999 pa sta tu še kip blaženega Antona Martina Slomška ter škofa Friderika Baraga.
Vsi kipi v cerkvi so bili leta 1956 prenovljeni, deloma pa tudi pozlačeni. V postnem času stoji pred oltarjem Koširjev kip bičanega Kristusa, v božjem grobu pa leži podoba Jezusa v grobu, ki je last cerkve na Strmci.

## Zvonik in zvonovi
Pred povišanjem je bil zvonik precej nizek in v slabem stanju, saj so zvonovi tolkli v streho novega dela cerkve. Po zaslugi arhitekta Janeza Valentinčiča je bil zvonik postavljen približno šest metrov višje in tedaj je bil ves iz betona. Sedaj je zvonik skupaj s križem visok 40,2 metra. Blagoslov povišanega zvonika je potekal 22. julija 1964, na praznik župnijske zavetnice sv. Magdalene.
Pred začetkom prve svetovne vojne so bili v zvoniku štirje zvonovi. Veliki zvon je bil narejen leta 1796 v ljubljanski tovarni Samassa. Vojaška oblast je leta 1917 vzela najprej manjša dva zvonova, kasneje pa še velikega, kajti iz njih so naredili municijo. Danes v zvoniku bijejo štirje zvonovi (410, 512, 726 in 1280 kg), ki so bili posvečeni leta 1923. Zvonovi imajo glasove d, f, g ter a.